# Rebeka Dremelj

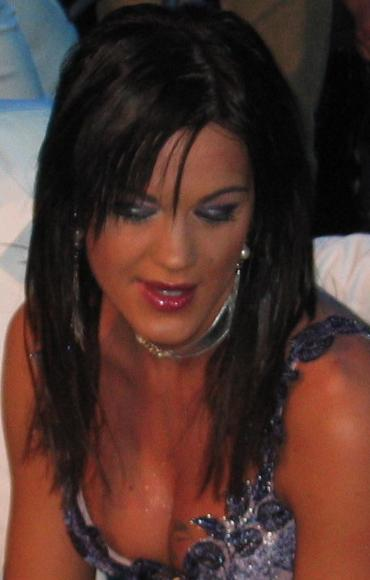
Rebeka Dremelj

Rebeka Dremelj née à Brežice en République socialiste de Slovénie (Yougoslavie) le 25 juillet 1980 est une chanteuse et mannequin slovène.

## Biographie
La carrière de Rebeka débute en 2001 lorsqu'elle remporte le concours de Miss Slovénie. C'est après cette année en tant que Miss Slovénie 2001 qu'elle entame sa carrière musicale. Elle se présentera à trois reprises à l'EMA, concours interne pour élire le représentant slovène à l'Eurovision: en 2004 avec la chanson Ne boš se igral, en 2005 avec Pojdi z menoj puis en 2006 avec Noro se ujameva. Il faudra qu'elle attende sa quatrième participation en 2008 avec la chanson Vrag naj vzame (Que le diable l'emporte) pour remporter la finale de l'EMA le 3 février 2008. Rebeka participera donc au Concours Eurovision de la chanson 2008 qui se tiendra à Belgrade début Mai 2008.
En 2005, elle finira aussi deuxième du Melodija Morja in Sonca, un festival très important en Slovénie.

## Discographie

### Albums
- 2002 : Prvi korak
- 2004 : To sem jaz
- 2005 : Pojdi z menoj

## Sources
- (es) Cet article est partiellement ou en totalité issu de l’article de Wikipédia en espagnol intitulé « Rebeka Dremelj » (voir la liste des auteurs).